# Mazhar-Fuat-Özkan
Mazhar-Fuat-Özkan (conocidos como MFÖ) es una banda turca. Sus componentes son Mazhar Alanson, Fuat Güner y Özkan Uğur.
El grupo representó en dos ocasiones a Turquía en el Festival de la Canción de Eurovisión. En 1985 en Gotemburgo, Suecia, quedando en la posición número 14 con Didai Didai Dai, y en 1988 en Dublín, Irlanda, con la canción Sufi donde acabaron en el puesto número 15.

## Discografía
- Ele Güne Karşı (1984)
- Aşık Oldum / I Fell In Love (1985)
- Peki Peki Anladık (1985)
- Vak The Rock (1986)
- No Problem (1987)
- The Best Of MFÖ (1989)
- Geldiler (1990)
- Agannaga Rüşvet (1992)
- Dönmem Yolumdan (1992)
- M.V.A.B. (1995)
- MFÖ (2003)
- Collection (2003)
- AGU (2006)
- Ve MFÖ (2011)
- Ah Bu Ben (2013)